# TPK1
TPK1 (англ. Thiamin pyrophosphokinase 1) – білок, який кодується однойменним геном, розташованим у людей на короткому плечі 7-ї хромосоми. Довжина поліпептидного ланцюга білка становить 243 амінокислот, а молекулярна маса — 27 265.
| 10         |  | 20         |  | 30         |  | 40         |  | 50         |
| ---------- |  | ---------- |  | ---------- |  | ---------- |  | ---------- |
| MEHAFTPLEP |  | LLSTGNLKYC |  | LVILNQPLDN |  | YFRHLWNKAL |  | LRACADGGAN |
| RLYDITEGER |  | ESFLPEFING |  | DFDSIRPEVR |  | EYYATKGCEL |  | ISTPDQDHTD |
| FTKCLKMLQK |  | KIEEKDLKVD |  | VIVTLGGLAG |  | RFDQIMASVN |  | TLFQATHITP |
| FPIIIIQEES |  | LIYLLQPGKH |  | RLHVDTGMEG |  | DWCGLIPVGQ |  | PCMQVTTTGL |
| KWNLTNDVLA |  | FGTLVSTSNT |  | YDGSGVVTVE |  | TDHPLLWTMA |  | IKS        |

A: Аланін

C: Цистеїн

D: Аспарагінова кислота

E: Глутамінова кислота

F: Фенілаланін

G: Гліцин

H: Гістидин

I: Ізолейцин

K: Лізин

L: Лейцин

M: Метіонін

N: Аспарагін

P: Пролін

Q: Глутамін

R: Аргінін

S: Серин

T: Треонін

V: Валін

W: Триптофан

Кодований геном білок за функціями належить до трансфераз, кіназ. 
Задіяний у такому біологічному процесі, як альтернативний сплайсинг. 
Білок має сайт для зв'язування з АТФ, нуклеотидами.